# Белькур, Жан Клод Жиль
Жан Клод Жиль Белькур (настоящая фамилия — Кольсон) (фр. Jean-Claude-Gilles Bellecour; 16 января 1725, Париж — 19 ноября 1778, там же) — французский актёр.

## Биография
Сын художника-портретиста. Получил образование у ораторианцев, затем стал учеником художника Шарля Андре ван Лоо, но оставил его и увлёкся театром.
Сценическую деятельность начал в провинции.
В 1750 году враги Вольтера во главе с маркизой Помпадур пригласили его в театр «Комеди Франсез», чтобы противопоставить его ученику Вольтера — Лёкену. Однако Белькур не мог состязаться с мощным трагическим даром Лёкена. Он напыщенно и крикливо играл роли героев-любовников (в комедиях Детуша и Лашоссе, в мещанских драмах Дидро и Седена).
Привлекательная внешность, чеканная дикция, тонкость нюансировки, светскость, элегантность манер сделали Белькура блестящим исполнителем ролей маркизов-фатов в комедиях П. Корнеля, Ж. Ф. Реньяра, М. Барона, Л. Буасси, Ш. Дюфрени, Ф. Данкура, А. Пирона, Ж. Б. Л. Грессе и других. Лучшая роль — Альмавива в «Севильском цирюльнике» Бомарше (1775).
Оставил сцену в 1769 году.
Был женат на актрисе Роз Перин Белькур.